# Estavayer-le-Gibloux

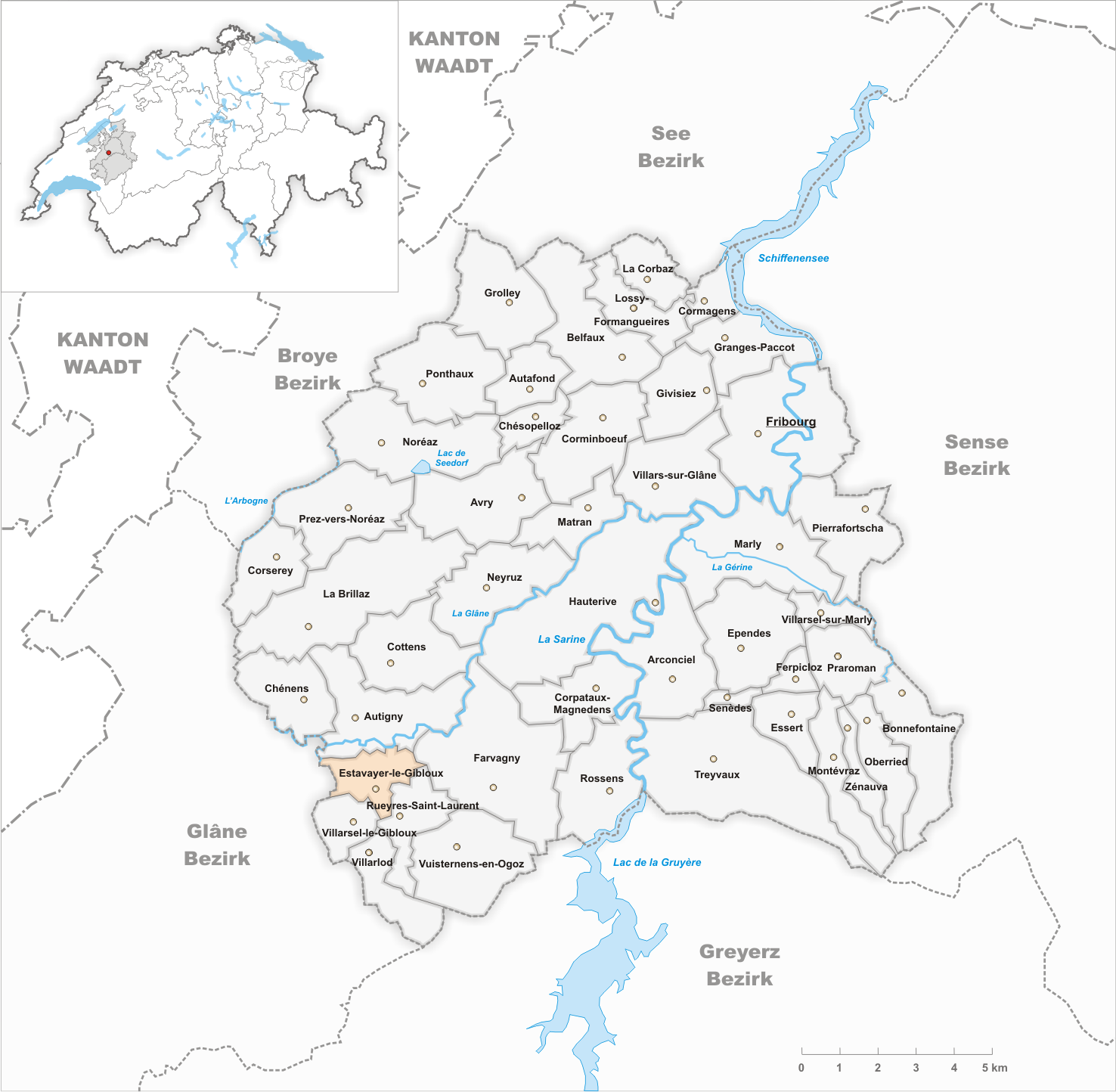
Gemeindestand vor der Fusion am 1. Januar 2003

Estavayer-le-Gibloux (Freiburger Patois Tsavalyi-le-Dzubyàⓘ) ist eine Ortschaft und früher selbständige politische Gemeinde im District de la Sarine (deutsch: Saanebezirk) des Kantons Freiburg in der Schweiz. Der frühere deutsche Name Stäffis am Gibel wird heute nicht mehr verwendet. Am 1. Januar 2003 fusionierte Estavayer-le-Gibloux mit Rueyres-Saint-Laurent, Villarlod und Villarsel-le-Gibloux zur neuen Gemeinde Le Glèbe. Seit 2016 gehört das Dorf zur Gemeinde Gibloux.

## Geographie
Estavayer-le-Gibloux liegt auf 698 m ü. M., 13 km südwestlich der Kantonshauptstadt Freiburg (Luftlinie). Das Bauerndorf erstreckt sich am Hang südlich des Tals der Glâne, am Nordfuss des Gibloux, im Molassehügelland des Freiburger Mittellandes. Die ehemalige Gemeindefläche betrug rund 2,5 km². Das Gebiet erstreckte sich vom Flusslauf der Glâne südwärts über den Hang von Estavayer-le-Gibloux, der im Westen vom Waldhügel Bois de Vernex (726 m ü. M.) begrenzt wird, bis auf die Höhe bei Les Combachires (750 m ü. M.). Der Bach Glèbe hat im Lauf der Zeit durch die Erosion in diesen Hang ein Tal eingeschnitten. Östlich des Glèbe reichte das Gebiet über das Plateau Sur la Tsandelâ bis an den Bachlauf der Longivue.

## Bevölkerung
Mit 170 Einwohnern (2002) zählte Estavayer-le-Gibloux vor der Fusion zu den kleinen Gemeinden des Kantons Freiburg. Im Jahr 1850 hatte das Dorf 244 Einwohner, 1900 260 Einwohner. Nach einem Höchststand 1920 mit 313 Einwohnern nahm die Bevölkerung bis 1990 um über 60 % auf 118 Personen ab. Seither wurde wieder ein Bevölkerungswachstum verzeichnet. Zu Estavayer-le-Gibloux gehören mehrere Einzelhöfe.
Einwohnerzahlen: Volkszählungsdaten

## Wirtschaft
Estavayer-le-Gibloux war bis in die zweite Hälfte des 20. Jahrhunderts ein vorwiegend durch die Landwirtschaft geprägtes Dorf. Noch heute haben der Ackerbau, der Obstbau, die Milchwirtschaft und die Viehzucht einen wichtigen Stellenwert in der Erwerbsstruktur der Bevölkerung. Weitere Arbeitsplätze sind im lokalen Kleingewerbe und im Dienstleistungssektor vorhanden, unter anderem in einem Betrieb des Transportwesens. Östlich des Ortes werden zwei Kiesgruben ausgebeutet. In den letzten Jahrzehnten hat sich das Dorf auch zu einer Wohngemeinde entwickelt. Viele Erwerbstätige sind deshalb Wegpendler, die hauptsächlich in der Region Freiburg arbeiten.

## Verkehr
Das Dorf liegt abseits der grösseren Durchgangsstrassen an einer Verbindungsstrasse von Farvagny nach Villaz-Saint-Pierre. Durch einen Postautokurs ist Estavayer-le-Gibloux mit dem Bahnhof Cottens verbunden.

## Geschichte
Das Gebiet von Estavayer-le-Gibloux war bereits zur Römerzeit besiedelt, was durch den Fund von Überresten einer wahrscheinlich im 2. oder 3. Jahrhundert nach Christus erbauten Villa belegt werden konnte.
Die erste urkundliche Erwähnung des Ortes erfolgte um 1160 unter dem Namen Estavaiet. Später erschienen die Bezeichnungen Staviolum sub Jublor (1227), Estavaiel li villa (1228) und Estavayer-le-Giblianz (1513). Der Ortsname ist vom Personennamen Stavius abgeleitet.
Im Mittelalter gehörte Estavayer-le-Gibloux zur Herrschaft Pont. Mit dieser kam das Dorf 1483 unter die Herrschaft von Freiburg und wurde der Vogtei Pont-Farvagny zugeordnet. Nach dem Zusammenbruch des Ancien Régime (1798) gehörte Estavayer-le-Gibloux während der Helvetik zum Bezirk Romont und ab 1803 zum Bezirk Farvagny, bevor es 1848 mit der neuen Kantonsverfassung in den Saanebezirk eingegliedert wurde.
Im Rahmen der seit 2000 vom Kanton Freiburg geförderten Gemeindefusionen entschieden sich die Bewohner von Estavayer-le-Gibloux, Rueyres-Saint-Laurent, Villarlod und Villarsel-le-Gibloux im Jahr 2002 für das Zusammengehen ihrer Gemeinden. Mit Wirkung auf den 1. Januar 2003 trat deshalb die Fusion der Dörfer zur neuen Gemeinde mit dem Namen Le Glèbe in Kraft.

## Sehenswürdigkeiten
Die Pfarrkirche Saint-Clémens ist bereits 1227 erwähnt. Ihre heutige Gestalt erhielt die Kirche beim Neubau in den Jahren von 1842 bis 1847.